# Playmobil
Playmobil est une marque allemande de jouets créée en 1974 par Hans Beck et Horst Brandstätter. Le nom Playmobil vient de l'anglais play (jouer) et mobil (mobile).

## Histoire

### Origines
En 1970, Hans Beck, chef de la création de Geobra-Brandstätter à Dietenhofen, près de Nuremberg, commence à élaborer cet univers de jouets. Présentés au Salon du jouet de Nuremberg en 1974, les trois petits bonshommes (un amérindien, un chevalier et un ouvrier) sont mal accueillis par la profession, mais connaissent un succès immédiat : en trois ans, les ventes passent de vingt millions à plus de cent millions de marks.
Geobra-Brandstätter est une entreprise familiale allemande spécialisée dans les jouets. Au début des années 1970, avant le premier choc pétrolier, elle produit des jouets en plastique relativement volumineux (caisse enregistreuse, voiture de course ou tracteur à pédales, bateau). Face à l'accroissement du prix de la matière première, son dirigeant Horst Brandstätter décide de fabriquer des jouets plus petits, des figurines en plastique, alors que la mode était aux petits soldats de plomb. C'est alors que Hans Beck a l'idée de créer des figurines aux membres articulés de 7,5 cm de hauteur d'une dizaine de grammes, adaptées à la main de l'enfant et accompagnées d'accessoires. Il fait tester les prototypes à ses neveux et nièces, qui adorent.
Les premiers Playmobil en 1974 étaient des personnages masculins. Les premières figurines féminines sont apparues dès 1976,. En 1981 sont apparus les premiers enfants (garçons et filles) mesurant 2 centimètres de moins que le Playmobil original. En 1984 sont créés des bébés de 3,5 centimètres.
Les premiers Playmobil aux codes basiques (visage rond, neutre, avec seulement deux yeux et une bouche en forme de sourire, mais sans nez ni oreille) étaient dotés de quatre articulations. Ils pouvaient tourner la tête, balancer séparément les bras et se pencher en avant. C'est en 1982 que les Playmobil ont été dotés de mains pouvant se tourner. Viendront ensuite de nouvelles coiffures et des vêtements qui ne sont plus simplement colorés dans la masse. La peinture est formellement refusée au début. Même le motif de la casaque de chantier est une incrustation. Elle apparaît timidement en 1987 : étoile du shérif, bandeau sur l'œil du pirate, cheval pommelé. Vingt-cinq ans plus tard, elle est omniprésente.

### Succès commercial
En France, les premières générations de personnages Playmobil arrivent sur le marché dans les années 1970 sous l'appellation Klickys. Des autocollants présentant un personnage spécifique (cow-boy, indien, etc.) avec le slogan « Klicky, le vrai. » sont alors édités. Les boîtes de Playmobil portaient aussi un logo précisant le nombre de personnages contenus à l'intérieur (par exemple : « 2 Klickys »).
En 1990, la gamme Playmobil 123, conçue pour les enfants de moins de trois ans, est lancée. Les personnages sont moins articulés et ne sont pas dotés d'accessoires pouvant être avalés.
En août 1999, le premier Funpark (12 aires de jeux, réparties sur 2 000 m2, sont consacrées à ces figurines) est ouvert à Fresnes en France, premier marché de Playmobil. En 2000, un Funpark est ouvert à Zirndorf, près de Nuremberg : 90 000 m2 sont consacrés à des univers Playmobil grandeur nature. En 2008, ouverture du Hob-Center, immense verrière de 5 000 m2.
En 2007, on estime à plus d'un milliard et demi le nombre de figurines vendues dans le monde depuis la création de la marque. Fin 2009, le nombre de figurines produites s'élève à 2,2 milliards. En 2010, le nombre atteint 2,3 milliards de figurines, 150 millions sortant des usines chaque année. Le catalogue compte 650 personnages différents (3 000 depuis sa création) et plus de 15 000 accessoires. En 2012, la PME familiale allemande vend 55 millions de boîtes dans le monde.
La France est le premier marché étranger de Playmobil (5,3 % de part de marché).
Pour les trente-cinq ans de ce personnage, une exposition au musée des Arts décoratifs lui rend hommage du 10 décembre 2009 au 16 mai 2010.

## Description
Les personnages Playmobil sont des figurines articulées en ABS, un plastique particulièrement résistant (les toutes premières étaient néanmoins réalisées en bois). Leurs proportions sont stylisées avec la tête deux fois plus grosse que nature. Ils tiennent debout et mesurent 72 mm sans chapeau. Les articulations, d'abord au nombre de quatre (tête, épaules, axe du bassin), sont passées à six avec les poignets. Les mains sont des pinces souples capables de tenir des accessoires de 3,2 mm d'épaisseur. Dès l'origine, deux sortes d'accessoires complètent les personnages : a) des vêtements, couvre-chefs, outils, armes et autres objets que le personnage peut tenir définissent son rôle social (casque de chantier, chapeau de cow-boy, couronne) ; b) des maquettes de bâtiments, véhicules, arbres, animaux, meubles et équipements divers dressent le décor à l'échelle de 1⁄24 ou 1⁄25. Les modèles sont de plus en plus nombreux et de plus en plus élaborés.
Le type de l'enfant, identique à l'échelle près, haut de 52 mm avec la même prise de main, évolue en parallèle. Pour mémoire, il existe aussi un bébé à quatre articulations (les mains fixes) moins riche en accessoires et en possibilités.
Une version de Playmobil davantage orientée vers les plus jeunes, appelée Playmobil 1-2-3, de forme plus arrondie, n'a pas les bras articulés. Ces jouets ne présentent pas les petits accessoires qui pourraient être avalés accidentellement.
Les Playmobil sont fabriqués en Europe, soit en Allemagne à Dietenhofen, à Malte pour les figurines, en Espagne ou en République tchèque.

## Évolution des figurines

### Les débuts (années 1970)
La première figurine Playmobil est déjà conçue à partir du schéma qui est sa marque. Une tête ronde coiffée d'une perruque, qui représente le quart de la hauteur, un corps, deux bras indépendants et deux jambes droites pivotant en bloc pour asseoir le personnage. Chaque pièce est teintée dans la masse. Le corps est ou non de la même couleur que les membres. Le visage est rose, il a les yeux ronds et une bouche souriante. On trouve des perruques blondes, brunes et noires.
En 1974, il n'y a que des personnages masculins. Trois thèmes sont alors proposés : la vie de chantier (voirie + un policier), Amérindiens et Moyen Âge. On trouve déjà des véhicules (camions), les chevaux au corps aplati pour y enfourcher le cavalier et des outils et armes. Parmi les outils (pelles, pioches), les formes sont encore utilisées. La France découvre cette collection en 1975, avec déjà, des thèmes qui ne sont proposés qu'outre-Rhin.
L'année 1975 est marquée par l'arrivée des cow-boys. Les premiers personnages féminins, différenciés des hommes par leur perruque et la forme du corps imitant une robe, voient le jour. Le thème de l'hôpital et des pompiers fait son apparition. On trouve les premiers bâtiments à assembler à partir de cette année.
En 1977, les premiers chiens miniatures font leur apparition, avec une variante gueule ouverte ou gueule fermée. Les objets de la vie courante se multiplient, principalement pour le thème médiéval. Les premiers canons sont créés à cette époque, ils possèdent déjà un système de propulsion pour de petits obus en plastique. À cette date, le premier avion et le premier hélicoptère sont également créés.
1978 voit la naissance d'un thème : celui du XVIIIe siècle. Mais c'est sa variante pirate qui va se développer : le bateau pirate date de cette époque. Le cirque est traité à partir de quelques boîtes. Aux chiens et chevaux s'ajoutent les vaches (qui comme les chevaux ont un corps aplati). Une version « color » fait son apparition : les jouets sont blancs et fournis avec des feutres qui permettent de colorier bonshommes, accessoires et animaux. En 1979, les animaux se développent très largement (phoques, moutons, lions). Deux thèmes les favorisent : la ferme et le cirque.

### La diversification (années 1980-1990)
En 1980, les thèmes des explorateurs et du monde arabe font apparaître les premiers personnages non européens (peau noire, perruque bouclée et barbe). Une collection sur l'espace débute avec des spationautes futuristes et une gamme de vaisseaux et de soucoupes. C'est l'époque des premiers trains électriques.
La main capable de pivoter fait son apparition en 1981 avec les premières figurines représentant des enfants. Les adultes conservent cependant leurs mains fixes sur certains thèmes. Dès 1982, la main fixe disparaît. Les collections poursuivent leur route. Le fantôme phosphorescent fait son apparition, tandis que s'amplifie le thème des loisirs, apparu par intermittence depuis 1978. À partir de 1986, les chevaux connaissent leur première évolution avec l'apparition de robes de couleurs différentes. Le thème des explorateurs s'étend cette même année aux glaces. En 1987, un couple de personnage représente Philéas Fogg et son adjoint : c'est la première fois qu'un personnage de fiction particulier est clairement figuré.
En 1989, la collection 1900, consacrée à la Belle Époque, fait son apparition, dans une boîte rose, contrairement aux autres boîtes qui sont de couleur bleue. Une collection destinée aux tout  petits enfants (1-2-3) est créée. Ses personnages n'ont pas de bras mobiles et sont de forme plus arrondie.
Après dix ans d'éclipse, le thème du Moyen Âge fait son grand retour. Il est cette fois plus centré sur les personnages de guerriers (chevaliers, soldats) et moins sur la ville. La ferme réapparaît aussi après une courte pause. En 1994, la collection western s'enrichit d'une gamme consacrée à la guerre de Sécession. C'est la première fois qu'un événement historique précis reçoit une collection. Le milieu des années 1990 voit le nombre de perruques et de dessins sur les visages ou les costumes se multiplier. En 1989, arrive le premier personnage asiatique (yeux bridés) : un pirate (boîte 3794).

### Depuis les années 2000
Retour du thème de la science-fiction en 1999-2000, qui disparaît ensuite en 2002. Cette même année, la forme du cheval change, pour devenir plus arrondie. De 2004 à 2006, une collection de Playmobil à tête de lapin est conçue pour commémorer la fête de Pâques (dont le lapin est le symbole en Allemagne). En 2006, la collection Western est arrêtée, puis revient en 2012. Des collections sur l'Antiquité apparaissent : les Romains (2006), les Égyptiens (2008) ; puis en 2012, la Préhistoire.
Depuis 2008, il existe des footballeurs dotés de jambes articulées séparément ; depuis 2012, des personnages en maillot de bain, qui ont toujours les 6 articulations, mais pour lesquels tout a changé, sauf la tête et les mains. Début 2013, ceux-ci commencent à porter des habits, soit le haut : danseuses et elfes en tutu ; soit le bas : apaches torse nu, en pantalon et mocassins.
En 2014, on compte 3 995 figures différentes depuis la création de la marque.
Depuis 2015, il existe des jeunes femmes qui peuvent être habillées grâce à des clips sur le vêtement. Les vêtements sont de plusieurs styles (jupe, robe, robe de soirée...) et de plusieurs couleurs (vert, bleu, rose, rouge, jaune, avec des motifs...). Les pantalons, les chaussures et les t-shirts ne peuvent pas s'enlever. En revanche, il existe une boîte de coiffeur, où en gardant une coiffure de base on peut ajouter des chignons (simple ou habillé) et des longues queues de cheval ; la coiffure de base est une petite queue de cheval. Dans la boite du défilé, il y a même un veston à rajouter. Au début, seules les femmes peuvent ainsi se dévêtir.
En 2015, après y avoir été longtemps réticent, Playmobil signe sa première licence Porsche.
En 2016, apparaît timidement un équivalent pour homme de figurines habillables et donc modulables : le guerrier nubien peut retirer son pagne. Innovation plus importante, le joueur de foot, dont les jambes étaient déjà indépendantes, présente désormais des bras coudés.
En 2017, le joueur de hockey adopte des bras et des jambes diversement fléchis qui suggèrent le mouvement. Mais 2017 est aussi l'année des licences pour Playmobil : les licences SOS fantômes et Dragons font leur apparition dans les magasins.
En 2019, Playmobil sort les licences Spirit et Heidi tirées des dessins animés diffusés sur plusieurs chaines de télévision pour enfants. Playmobil lance également la gamme Novelmore avec des personnages de chevalier qui s'affrontent pour l'armure Invincibus.
En 2020, Playmobil sort les licences Retour vers le futur et de Scooby-doo.
En 2021, Playmobil sort les licences Volkswagen, James Bond, Agence tous risques et Star Trek. L'entreprise lance aussi deux nouvelles gammes de jouets, Dino Rise pour les dinosaures et Ayuma pour cibler les filles.
En 2022, Playmobil poursuit sur sa lancée et sort progressivement les licences Mini, Mercedes-Benz, K2000 et Astérix. La marque possède 11 voitures sous licences dans son catalogue et une nouvelle gamme Duck On Call pour les plus jeunes.
Il semblerait que Playmobil veuille concurrencer son principal rival Lego en s'appuyant sur les licences. D'après certaines informations qui auraient déjà fuité : Mr Bean (Mini), Chevrolet Corvette, Ferrari et Naruto.

## Slogans

### Slogan français
- Playmobil, en avant les histoires !

### Slogans allemands
- Die ganze Welt im Spiel... 1975
- Spiel', was Du täglich erlebst. 1979
- ...weil eins zum anderen passt! 1980
- Das Abenteuer wartet 1987
- Da spielt sich was ab 1992
- So fröhlich wie Ihr Kind 1993
- Spielerisch die Welt entdecken! 2002

## Films et séries TV
- 2009 : Playmobil: The Secret of Pirate Island, film d'animation américain sorti directement en vidéo.
- 2014 : Super 4, série télévisée d'animation diffusée sur France 3.
- 2019 : Playmobil, le film, film français mêlant animation 3D et prise de vues réelles.
- 2020 : Novelmore, série diffusée sur YouTube et YouTube Kids.
- 2021 : Dino rise, série diffusée sur YouTube et YouTube Kids.
- 2021 : Aventures d'Ayuma, série diffusée sur YouTube et YouTube Kids.
- 2022 : Duck on call, diffusée sur YouTube et YouTube Kids

## Licences
- Shell (1991)
- Porsche (2016)
- Air France (2016)
- Playmobil x Funko, en collaboration avec Funko   (2017)
- Dragons (2017)
- Ghostbusters (2017)
- Spirit (2018)
- Coupe du monde de football de 2018 (2018)
- Milka (2019)
- Heidi (2020)
- Retour vers le futur (2020)
- Scooby-Doo (2020)
- Volkswagen (2021)
- James Bond (2021)
- Aston Martin (2021)
- Star Trek (2021)
- A-TEAM (2021)
- Asterix (2022)
- Mini (2022)
- Mercedes Benz (2022)
- K2000 (2022)
- ESA (2022)
- Dragons: The Nine Realms (2022-2023)
- Naruto Shippuden (2023)
- Ferrari (2023)
- Citroën (2023)
- Disney (2023)
- Miraculous (2024)
- Crayola (2024)
- Kaufland (2023-2024)
- Mattel (2025-)
- Monster High (2025-)

## Contrefaçons Playmobil
Depuis 1978, la firme hongroise Schenk a reproduit des figurines et accessoires Playmobil sans sa propre licence ou l’autorisation de la marque Playmobil / Geobra Brandstätter. De 1978 à 1995, année d'une condamnation de justice, la petite entreprise Károly Schenk a écoulé ces produits sans employer le nom déposé « Playmobil ». En 1995, la fabrication et la distribution de la marque Schenk fut interdite.
En 2006 et 2007, des produits de contrefaçon manufacturés en Chine sont arrivés sur le marché européen.

## Chiffres clés
- 2,7 milliards de figurines vendues depuis l'existence de Playmobil (au 23 juin 2014)[réf. nécessaire]
- Playmobil représente 7,6 % de part de marché en France en 2014 sur le marché du jouet (1re place)[réf. nécessaire]
- 320 000 visiteurs au Playmobil FunPark de Fresnes (2014)[réf. nécessaire]
- 21 millions de combinaisons possibles pour personnaliser ses figurines[réf. souhaitée]
- 250 millions d'euros de moules ont été nécessaires pour créer les figures [17]